# 199P/Shoemaker
199P/Shoemaker è una cometa periodica appartenente alla famiglia delle comete gioviane. La cometa è stata scoperta il 14 maggio 1994, riscoperta il 10 aprile 2008 ha ricevuto la numerazione definitiva il 20 maggio 2008 . Attorno alla metà del 1797 la cometa ebbe un relativamente lungo passaggio ravvicinato col pianeta Saturno con cui è quasi in risonanza 1:2.